# روبرتو کریسکوئولو
روبرتو کریسکوئولو (انگلیسی: Roberto Criscuolo؛ زادهٔ ۲۱ فوریهٔ ۱۹۹۷) بازیکن فوتبال است.
از باشگاه‌هایی که در آن بازی کرده‌است می‌توان به باشگاه فوتبال اتلتیکو آرتزو اشاره کرد.